# American Blend

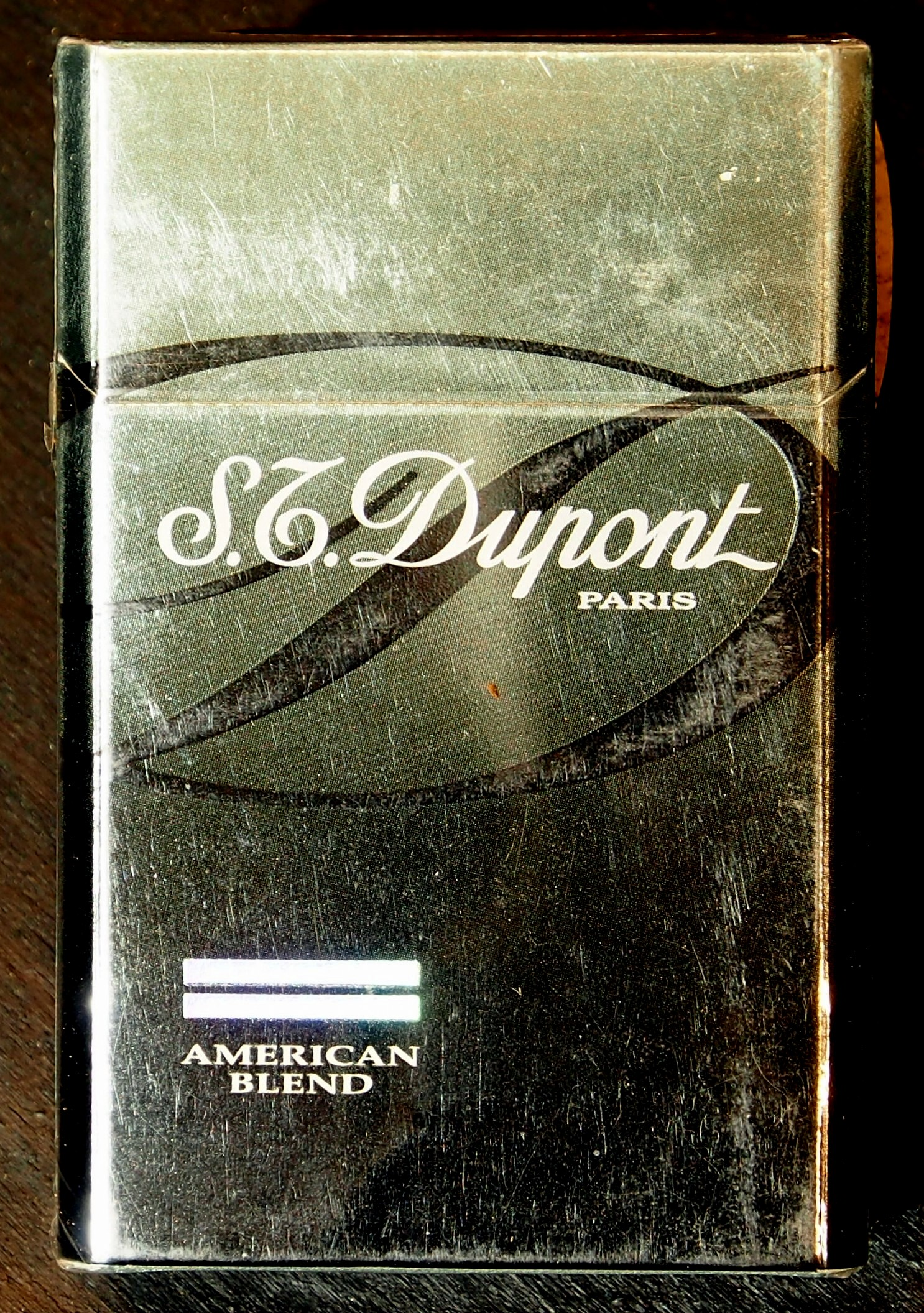
S.T. Dupont American Blend Zigarette

American Blend ist eine Tabakmischung. Sie besteht vor allem aus hellen Tabaken.

## Geschichte
1875 gründete Richard Joshua Reynolds die R. J. Reynolds Tobacco Company. Der populäre Pfeifentabak der Reynolds Tobacco Company „Prince Albert“ bestand aus Virginia-, Burley- und Orient-Tabak und wurde American Blend ‚Amerikanische Mischung‘ oder ‚Verschnitt‘ genannt. Heute ist es die beliebteste Zigarettentabakmischung. Die Tabakmischung kann variieren, besteht in der Regel aus 60 % Virginia-, 30 % Burley- und 10 % Orienttabak.

## Marken
- Camel (Zigarettenmarke)
- Chesterfield (Zigarettenmarke)
- Lucky Strike
- Smart Export
- Gauloises Blondes